# Sheik Yerbouti
Sheik Yerbouti är ett musikalbum av Frank Zappa från 1979. Albumet brukar betraktas som ett av Zappas mer lättillgängliga. Titeln är en ordvits, där Zappa på skivomslaget bär en arabisk huvudbonad, och namnet, skriven med arabisk transkription, som uttalas "Shake your booty" (sv. "Skaka din rumpa"), vilket också är namnet på en discohit från gruppen KC and the Sunshine Band. Sheik Yerbouti är också Zappas mest sålda album.
Albumet brukar ses som en vändpunkt i Zappas karriär. Det är det första albumet han släppte på sitt eget skivbolag efter att ha lämnat Warner Bros. Records efter en lång tid av konflikt med bolaget. Albumet fokuserar också på humor och satir i större utsträckning jämfört med tidigare Zappaalbum, och det blev också början på en period med större kommersiell framgång och ökad skivförsäljning för Zappa.
På albumet finns låten Bobby Brown Goes Down, som förmodligen är Zappas mest framgångsrika låt kommersiellt sett i Europa. Låten hade dock inte samma framgång i USA på grund av dess obscena text. Däremot blev låten Dancin' Fool framgångsrik i USA, och blev populär inom discokretsar trots dess parodiska ton mot disco, och nominerades dessutom till en Grammy. I Have Been in You driver med Peter Framptons hitlåt I'm In You från 1977. Flakes innehåller en parodisk Dylan-imitation, framförd av Adrian Belew, och är även en satir på den amerikanska arbetarklassen. Jewish Princess har en humoristisk text om den stereotypa synen på judiska tonårsflickor, och drog till sig uppmärksamhet från Anti-Defamation League. Zappa vägrade dock be om ursäkt, med argumentet "Det var inte jag som kom på idén med judeprinsessor. De existerar, så jag skrev en låt om dem". City of Tiny Lites släpptes med en musikvideo i form av psykedelisk leranimation av Bruce Bickford, och figurerade i Old Grey Whistle Test. Rubber Shirt är ett exempel på tekniken Zappa kallade xenokroni, där olika instrumentala spår spelade på olika tidpunkter, i olika tempo och olika stilar redigeras ihop till ett eget spår för att skapa olika resultat.
Albumet återutgavs på cd den 9 maj 1995.

## Låtlista
Alla låtar skivna av Frank Zappa där inget annat anges
Sida ett
1. "I Have Been in You" – 3:33
2. "Flakes" – 6:41
3. "Broken Hearts Are for Assholes" – 3:42
4. "I'm So Cute" – 3:09

Sida två
1. "Jones Crusher" – 2:49
2. "What Ever Happened to All the Fun in the World" – 0:33
3. "Rat Tomago" – 5:15
4. "Wait a Minute" – 0:33
5. "Bobby Brown (Goes Down)" – 2:49
6. "Rubber Shirt" (Bozzio/O'Hearn/Zappa) – 2:45
7. "The Sheik Yerbouti Tango" – 3:56

Sida tre
1. "Baby Snakes" – 1:50
2. "Tryin' to Grow a Chin" – 3:31
3. "City of Tiny Lites" – 5:32
4. "Dancin' Fool" – 3:43
5. "Jewish Princess" – 3:16

Sida fyra
1. "Wild Love" – 4:09
2. "Yo' Mama" – 12:36

Total speltid: 70:22